# 恩里克·格拉纳多斯 (游泳运动员)
恩里克·格拉纳多斯（西班牙語：Enrique Granados，1934年8月9日—2018年10月27日），西班牙游泳运动员。他参加了1952年夏季奥运会的两项游泳比赛。